# Una domestica
Una domestica (in lingua spagnola La cocinera o Escena de cocina (Scena in cucina)) è un dipinto di Diego Velázquez del periodo di Siviglia. Si tratta di una rivisitazione di Una domestica per la cena in Emmaus. L'anno in cui è stato eseguito il dipinto non è certo, ma viene indicato tra il 1620 il 1622. Il dipinto è esposto al Art Institute of Chicago mentre la seconda versione si trova alla Galleria nazionale d'Irlanda a Dublino.

## Descrizione
José López-Rey suggerisce che questa immagine potrebbe essere correlata a un dipinto perduto di Velázquez descritto da Antonio Palomino ... "in cui si vede una tavola, che funge da piano d'appoggio, con un fornello a carbone e una pentola che bolle, coperta con una ciotola, e il fuoco è visibile, le fiamme e le scintille sono chiaramente visibili, con una piccola casseruola di ferro, un alcarraza, alcuni piatti e alcune bacinelle, una brocca di vetro, un mortaio con il suo pestello e una testa d'aglio; e sul muro c'è un piccolo cestino e un panno appeso a un gancio e altri ciondoli; a custodirlo c'è un ragazzo che tiene in mano una brocca e che indossa una cuffia, che con i suoi umili abiti rappresenta un argomento molto ridicolo e divertente".
Il dipinto fu acquistato dalla galleria  Goudstikker di Amsterdam da August L. Mayer e donato all'Istituto nel 1927. All'epoca si pensava che fosse l'originale Velázquez, relegando la versione del Beit allo stato di copia. Numerosi esperti d'arte concordarono con questa opinione, tra cui Bernardino Pantorba e José Gudiol, tuttavia, López-Rey riconobbe che il dipinto di Dublino proveniva dalla mano di Velázquez, mettendo in dubbio l'originalità del dipinto di Chicago a causa del suo cattivo stato di conservazione. L'esperto di Velázquez, Jonathan Brown, era d'accordo con questo ragionamento, suggerendo che il dipinto di Chicago fosse "probabilmente" dipinto da Velázquez. Ha anche suggerito che l'immagine potrebbe essere una copia prodotta da un artista che "voleva attingere al successo dei dipinti di genere di Velázquez e che avrebbe potuto produrre un gran numero di copie e versioni degli originali".
Il dipinto Una domestica è stato restaurato nel 1999 da Frank Zuccari. Nonostante le perdite di vernice, le parti meglio conservate mostrano una qualità simile, e in alcuni aspetti una qualità superiore, alla versione di Dublino. Nessuna traccia è stata trovata sulla possibilità che il dipinto potesse avere un qualsiasi significato religioso e non è altro che un dipinto di una cameriera mulatta che lavora in una cucina. Il dipinto contiene una serie di caratteristiche che confermano la sua superiorità tecnica rispetto alla versione di Dublino. Nella versione di Chicago ci sono un numero maggiore di pieghe nella parte superiore del mantello della ragazza e il trattamento della luce e delle ombre associate è più meticoloso, come si vede anche nel tessuto stropicciato in primo piano. La tecnica superiore si riscontra anche nella rappresentazione della luce sugli oggetti, in particolare sulla brocca in ceramica smaltata che la cameriera tiene in mano, in cui è possibile vedere lo splendore della glassa scoppiettante e i segni lasciati quando si è formata la brocca su un tornio da vasaio. Una possibile spiegazione di questo miglioramento della tecnica è che Velázquez tornò su un tema precedente per migliorarlo, concentrandosi sulle qualità tattili del dipinto, che era il suo principale interesse all'epoca, e ignorando il motivo religioso.
Le influenze suggerite per il dipinto includono incisioni fiamminghe di Jacob Matham. La Cena in Emmaus nella versione di Dublino ha portato alcuni autori a suggerire una possibile influenza di Caravaggio, sebbene ciò sia incerto in quanto è difficile stabilire se le opere del pittore italiano o dei suoi contemporanei avrebbero potuto raggiungere Siviglia e che Velázquez li possa aver conosciuti.
Una nuova versione è stata scoperta nel Museum of Fine Arts di Houston.